# Serrat del Nenot
El Serrat del Nenot és un petit serrat del municipi de Castell de Mur, al Pallars Jussà, dins del terme antic de Mur. Pertany a l'entorn del poble de Vilamolat de Mur.
Està situat al capdamunt -nord-est- de los Seixos, a llevant de la Boïga de Sant Miquel, al final de la carena que separa les valls dels barrancs de Rius, a l'oest, i del Ruc, a l'est. El barranc de Sant Gregori, que recull els dos anteriors, passa pel nord-est del serrat.